# دوغ وايت (لاعب كرة قدم أمريكية)
دوغ وايت (بالإنجليزية: Doug Wyatt)‏ هو لاعب كرة قدم أمريكية أمريكي، ولد في 18 أكتوبر 1946 في تايلر في الولايات المتحدة.